# Meteorologiåret 1919

## Händelser

### Maj
- April - Översvämningar drabbar Norrland efter riklig nederbörd sedan slutet av april. Industrier och byggnader skadas [1].

### Juni
- 22 juni – 59 personer dödas av en tornado i Minnesota, USA skadar åkrar [2].

### Oktober
- 25 oktober – Sträng kyla råder i Bismarck i North Dakota, USA [3].

### November
- November
  - Norge upplever sin kallaste novembermånad någonsin [4].
  - Danmark upplever med medeltemperaturen 0,7°C sin varmaste novembermånad någonsin [5].

### December
- 24 december - I Falun, Sverige uppmäts -26,3 ° C på julafton [6].
- 25 december - Sverige upplever en typiskt "vit jul" [7].

### Okänt datum
- SMHI bildas i Sverige [8].
- Meteorologisk institutt i Norge inleder väderprognoser för kommande dag under sommaren, vilket upphör 1 oktober [9].

## Födda
- 5 februari – Kenneth Hare, kanadensisk meteorolog och klimatolog.
- 14 maj – John Hope, amerikansk meteorolog.
- 29 juli – Homer A. McCrerey, amerikansk meteorolog och oceanograf.

## Avlidna
- 14 april – Michail Rykatjov, rysk meteorolog.
- 14 november – John Aitken, skotsk fysiker och meteorolog.
- 30 december – Alexander von Danckelman, tysk geograf och meteorolog.

### Fotnoter
1. ↑  SMHI
2. ↑  ”Arkiverade kopian”. Arkiverad från originalet den 26 juli 2010. https://web.archive.org/web/20100726102347/http://www.climate.umn.edu/pdf/day_in_weather_history/june_wx_history.pdf. Läst 16 februari 2011.
3. ↑  ”Arkiverade kopian”. Arkiverad från originalet den 26 juli 2010. https://web.archive.org/web/20100726102332/http://www.climate.umn.edu/pdf/day_in_weather_history/october_wx_history.pdf. Läst 16 februari 2011.
4. ↑  MET
5. ↑  DMI
6. ↑  John Pohlmans blogg 23 december 2010 - Julhelger, en tillbakablick Arkiverad 26 december 2010 hämtat från the Wayback Machine.
7. ↑  När Var Hur 2003, DN
8. ↑  SMHI
9. ↑  MET Arkiverad 15 december 2010 hämtat från the Wayback Machine.